# Антонело-Гриђо (Падова)
Антонело-Гриђо је насеље у Италији у округу Падова, региону Венето.
Према процени из 2011. у насељу је живело 71 становника. Насеље се налази на надморској висини од 21 м.